# Aberto do Brasil
O Aberto do Brasil é um torneio anual de golfe realizado no Brasil. Foi criado em 1945 e fazia parte do Circuito das Américas em várias ocasiões, mais recentemente em 2005 e atualmente passa a fazer parte do calendário do Circuito PGA Latino-americano. O jogador mais bem-sucedido continua a ser Mário Gonzalez, que conquistou oito títulos no total, incluindo sete das nove edições entre 1946 e 1955 (nenhum torneio foi realizado em 1947).
No âmbito das comemorações dos quinhentos anos da descoberta do Brasil por Pedro Álvares Cabral, em 2000 o Circuito Europeu inclui Brazil São Paulo 500 Years Open e Brazil Rio de Janeiro 500 Years Open no seu calendário. No ano seguinte, o evento de São Paulo foi novamente incluído no calendário europeu e um pouco confuso, intitulado São Paulo Brazil Open.

## Vencedores
| Ano     | Campeão                | Pontuação      | Vice-campeão(ões)                                                                  | Campeão amador            |
| ------- | ---------------------- | -------------- | ---------------------------------------------------------------------------------- | ------------------------- |
| 2017    | Rodolfo Cazaubón       | 267 (−17)      | Oscar Frausto, Jose de Jesus Rodriguez                                             | Joaquin Niemann           |
| 2016    | Jorge Fernández-Valdés | 280 (−4)       | Corey Conners, Brad Hopfinger, Guillermo Pereira                                   |                           |
| 2015    | Alexandre Rocha        | 267 (−17)      | Kent Bulle, Keith Mitchell                                                         |                           |
| 2014    | Rafael Becker          | 262 (−14)      | Ariel Cañete, Joel Dahmen                                                          |                           |
| 2013    | Ryan Blaum             | 265 (−11)      | Alan Wagner                                                                        | Luis Thiele               |
| 2012    | Clodomiro Carranza     | 269            | José de Jesús Rodríguez                                                            | Leonardo Conrado          |
| 2011    | Óscar Álvarez          | 275            | César Costilla, Sebastián Fernández                                                | Pepe Costa Lima           |
| 2010    | Marco Ruiz             | 269            | Felipe Navarro                                                                     | Felipe Navarro            |
| 2009    | Nenhum torneio         | Nenhum torneio | Nenhum torneio                                                                     | Nenhum torneio            |
| 2008    | Rafael Barcellos       | 280            | Alessandro Fabietti                                                                | Guilherme Oda             |
| 2006–07 | Nenhum torneio         | Nenhum torneio | Nenhum torneio                                                                     | Nenhum torneio            |
| 2005    | Miguel Guzmán          | 275 (−13)      | Mauricio Molina, Eduardo Argiro                                                    | Joakim Thrane             |
| 2004    | Philippe Gasnier       | 278            |                                                                                    |                           |
| 2003    | Carlos Franco*         | 281 (−3)       | Eduardo Argiro                                                                     | Ivo Leao                  |
| 2002    | Nenhum torneio         | Nenhum torneio | Nenhum torneio                                                                     | Nenhum torneio            |
| 2001    | Carlos Franco          | 273 (−11)      | Miguel Guzmán                                                                      | Rodrigo Lacerda           |
| 2000    | Jesús Amaya            | 274 (−6)       | Shannon Sykora                                                                     | Philippe Gasnier          |
| 1999    | Ángel Cabrera          |                |                                                                                    |                           |
| 1998    | Ángel Cabrera          | (−19)          | Eduardo Romero                                                                     |                           |
| 1997    | Nenhum torneio         | Nenhum torneio | Nenhum torneio                                                                     | Nenhum torneio            |
| 1996    | Ruberlei Felizardo     |                |                                                                                    |                           |
| 1995    | Eduardo Pesenti (Am)   |                |                                                                                    | Eduardo Pesenti           |
| 1994    | Nenhum torneio         | Nenhum torneio | Nenhum torneio                                                                     | Nenhum torneio            |
| 1993    | Eduardo Caballero      |                |                                                                                    |                           |
| 1992    | Ricardo Mechereffe     |                |                                                                                    |                           |
| 1991    | Ángel Franco           |                |                                                                                    |                           |
| 1990    | Bruce Fleisher         | empatado       | Pedro Martínez                                                                     |                           |
| 1989    | Nenhum torneio         | Nenhum torneio | Nenhum torneio                                                                     | Nenhum torneio            |
| 1988    | Carlos Larrain (Am)    |                | Vicente Fernández, Pedro Martínez                                                  | Carlos Larrain            |
| 1987    | Nenhum torneio         | Nenhum torneio | Nenhum torneio                                                                     | Nenhum torneio            |
| 1986    | Eduardo Caballero      | 277            | Phil Harrison                                                                      |                           |
| 1985    | Robert Lee             | 272            | Eduardo Romero, Ronan Rafferty, Miguel Ángel Martín, Adan Sowa, Horacio Carbonetti |                           |
| 1984    | Vicente Fernández      | 277            | Jeff Hart                                                                          |                           |
| 1983    | Vicente Fernández      | 275            | Mark James                                                                         |                           |
| 1982    | Hale Irwin             | 265            | Curtis Strange, Manuel Calero                                                      |                           |
| 1981    | Tom Sieckmann          | 284            | Jaime Gonzalez                                                                     |                           |
| 1980    | Jerry Pate             | 274            | Manuel Piñero                                                                      |                           |
| 1979    | Fidel de Luca*         | 270            | Roberto de Vicenzo                                                                 |                           |
| 1978    | Raymond Floyd          | 277            | Vicente Fernández, Steve Martin                                                    |                           |
| 1977    | Vicente Fernández      | 274            | Lou Graham, Manuel Piñero                                                          |                           |
| 1976    | Juan Quinteros*        | 279            | Roberto de Vicenzo                                                                 |                           |
| 1975    | Priscillo Diniz* (Am)  | 274            | Lanny Wadkins                                                                      | Priscillo Diniz           |
| 1974    | Gary Player            | 267            | Mark Hayes                                                                         |                           |
| 1973    | Roberto de Vicenzo     | 279            | Dale Hayes                                                                         |                           |
| 1972    | Gary Player            | 270            | Steve Melnyk                                                                       |                           |
| 1971    | Bruce Fleisher*        | 280            | Jaime Gonzalez Jr (Am)                                                             | Jaime Gonzalez Jr         |
| 1970    | Bert Greene            | 276            | Florentino Molina, Roberto de Vicenzo, Bruce Stanton                               |                           |
| 1969    | Mário Gonzalez         | 280            | Roberto de Vicenzo                                                                 | Roberto Monguzzi          |
| 1968    | Takashi Kono           | 282            | K. Hoseichi, Hugh Baiocchi (Am)                                                    | Hugh Baiocchi             |
| 1967    | Raul Travieso          | 281            | Jorge Ledesma (Am)                                                                 | Jorge Ledesma             |
| 1966    | Rex Baxter             | 277            | Ramón Sota                                                                         | Bobby Cole                |
| 1965    | Ramón Sota             | empatado       | Gene Littler                                                                       | R. Falkenburg             |
| 1964    | Roberto de Vicenzo*    | 285            | Elcido Nari                                                                        | N. Sozio                  |
| 1963    | Roberto de Vicenzo     | 279            | Dave Thomas                                                                        | R. Falkenburg             |
| 1962    | Bernard Hunt           | 273            | Dave Thomas                                                                        | M. Stanovich              |
| 1961    | Peter Alliss           | 272            | Mário Gonzalez                                                                     | C. Sozio                  |
| 1960    | Roberto de Vicenzo     | 271            | Mike Souchak                                                                       | Roberto Benito            |
| 1959    | Billy Casper           | 268            | Mário Gonzalez                                                                     | Humberto Almeida          |
| 1958    | Billy Casper           | 270            | Leopoldo Ruiz                                                                      | Roberto Benito            |
| 1957    | Roberto de Vicenzo     | 281            | Leopoldo Ruiz                                                                      | Roberto Benito            |
| 1956    | Fidel de Luca          | 278            | Antonio Cerdá                                                                      | José Maria Gonzalez Filho |
| 1955    | Mário Gonzalez         | 275            | Arturo Soto                                                                        | José Maria Gonzalez Filho |
| 1954    | Roberto de Vicenzo     | 277            | Mário Gonzalez                                                                     | José Maria Gonzalez Filho |
| 1953    | Mário Gonzalez         | 270            | Martin Pose                                                                        | José Maria Gonzalez Filho |
| 1952    | Sam Snead              | 267            | Ricardo Rossi                                                                      | Juan Segura*              |
| 1951    | Mário Gonzalez         | 272            | Roberto de Vicenzo                                                                 | Julian Foster             |
| 1950    | Mário Gonzalez         | 270            | Roberto de Vicenzo                                                                 | Jorge Simonsen            |
| 1949    | Mário Gonzalez         | 269            | Roberto de Vicenzo                                                                 | S. Marvin                 |
| 1948    | Mário Gonzalez (Am)    | 270            | Frank Stranahan (Am)                                                               | Mário Gonzalez            |
| 1947    | Nenhum torneio         | Nenhum torneio | Nenhum torneio                                                                     | Nenhum torneio            |
| 1946    | Mário Gonzalez (Am)    | 274            | Roberto de Vicenzo                                                                 | Mário Gonzalez            |
| 1945    | Martin Pose            | 275            | Roberto de Vicenzo                                                                 | Mário Gonzalez            |

(Am) – Amador